# Penicillium aureocephalum
Penicillium aureocephalum är en svampart som beskrevs av Munt.-Cvetk., Hoyo & Gómez-Bolea 2001. Penicillium aureocephalum ingår i släktet Penicillium och familjen Trichocomaceae.   Inga underarter finns listade i Catalogue of Life.